# Isabel de Brienne
Isabel de Brienne (1306-1360) fue condesa de Lecce y Conversano, reclamante del Ducado de Atenas y del Reino de Jerusalén.

## Biografía
Era la hija de Gualterio V de Brienne, duque de Atenas, quien murió en la batalla del río Cefiso cerca de Tebas en 1311. Su hermano Gualterio VI de Brienne murió en la batalla de Poitiers en 1356, por lo que Isabel heredó todos los títulos y propiedades de la Casa de Brienne. Su esposo Gualterio III de Enghien había muerto en 1345.
Sus hijos fueron:
1. Gualterio de Enghien (5 de junio de 1322-18 de noviembre de 1340).
2. Isabel de Enghien (fallecida el 28 de diciembre de 1357), abadesa del monasterio de Flines.
3. Sigerio II (fallecido el 21 de marzo de 1364), conde de Brienne, duque titular de Atenas.
4. Juan de Enghien, (fallecido en 1380), conde de Lecce y barón de Castro.
5. Margarita de Enghien , quien se casó con Pedro de Préaux.
6. Luis de Enghien (fallecido el 17 de marzo de 1394), barón (posterior conde) de Conversano, y a la muerte de su hermano Sigerio, conde de Brienne y duque titular de Atenas.
7. Jacobo de Enghien, canónigo en Lieja
8. Guido de Enghien, (fallecido en 1377), barón de Argos y Nauplia.
9. Engelberto de Enghien (c. 1330-20 de febrero de 1403), barón de Ramerupt, La Follie, y Seneffe.
10. Francisca de Enghien, esposa de Pedro, conde de Montebello.
11. Juana de Enghien, monja en el monasterio de Flines.

Con respecto a las posesiones en Grecia, hay que decir que Gualterio VI de Brienne, había perdido su posesión efectiva desde 1340. Por lo tanto, su sobrino Sigerio de Enghien heredó solo el título nominal de duque de Atenas, además de algunos derechos sobre Argos y Nauplia, cuyo señorío se otorgó en lugar de la prerrogativa de su hermano Guido desde 1356 hasta su muerte en 1377. La hija de Guido, María de Enghien, esposa del veneciano Pedro Cornaro, vendió las posesiones griegas a la República de Venecia en 1388.
El legado principal de Isabel recayó en su tercer hijo, Juan de Enghien. Los hijos de Juan fueron:
- Pedro de Enghien, conde de Lecce y barón de Castro, quien murió sin hijos en 1384, dejando las posesiones a su hermana María.
- María de Enghien (1367-1446), condesa de Lecce, quien se casó con Raimundo Orsini del Balzo, príncipe de Tarento que murió en 1405, y en 1406, se casó con el rey Ladislao I de Nápoles.